# Катастрофа Ил-18 под Батуми
Катастрофа Ил-18 под Батуми — крупная авиационная катастрофа, произошедшая в среду 25 октября 2000 года в горах близ Батуми. Авиалайнер Ил-18Д 223-го лётного отряда ВВС России выполнял пассажирский рейс по маршруту Москва — Батуми, но при заходе на посадку в Батумском аэропорту лайнер врезался в гору Мтирала и полностью разрушился. Погибли все 84 человека на борту самолёта — 73 пассажира и 11 членов экипажа.

## Самолёт
Ил-18Д с бортовым номером 74295 (заводской — 187010602, серийный — 106-02) в 1968 году был выпущен заводом ММЗ «Знамя Труда», который 21 декабря передал его Министерству обороны СССР. После распада СССР самолёт перешёл в МО России, а 25 ноября 1993 года начал летать в составе 223-го лётного отряда. Периодически Ил-18 сдавался в лизинг таким компаниям, как «Корсар», «Москва» и «Аэрофлот». Всего на момент катастрофы борт RA-74295 имел 15 256 часов налёта и 7694 посадки.

## Экипаж
Экипаж самолёта имел следующий состав:
- Командир экипажа — 33-летний майор Александр Котов.
- Помощник командира — 30-летний майор Олег Урин (налетал свыше 4000 часов).
- Сменный помощник командира — 23-летний старший лейтенант Роман Страшников.
- Штурман — 24-летний старший лейтенант Евгений Коряковцев.
- Старший штурман полка — 39-летний подполковник Валерий Осыко.
- Помощник штурмана эскадрильи — 37-летний майор Владимир Афанасьев.
- Бортмеханик — 33-летний майор Александр Авхименя.
- Старший бортмеханик — 38-летний прапорщик Леонид Пономарёв.
- Старший бортрадист — 33-летний прапорщик Александр Благодаров.
- Старший бортовой авиатехник — 32-летний майор Сергей Савичев.
- Заместитель командира эскадрильи — 32-летний подполковник Андрей Староверов (налетал свыше 3500 часов).

## Катастрофа
Ил-18Д выполнял рейс из Москвы (аэропорт Чкаловский) в Батуми. На его борту находились 73 пассажира и 1700 килограммов почты.
При заходе на посадку в аэропорту Батуми командир самолёта из-за низкой облачности над морем решил осуществлять посадку со стороны гор (северо-востока). Снижаясь в облаках с высоты 3000 метров, Ил-18 сильно отклонился от посадочного курса, но диспетчеры Батуми его об этом не предупредили (одна из вероятных причин — некорректная работа радионавигационного оборудования аэропорта). В 17:22 (по другим данным — 18:15) самолёт на высоте 1336 метров и в 12 километрах от аэропорта врезался в гору Мтирала и полностью разрушился. Все находящиеся на его борту 84 человека погибли.
Среди погибших — бывший замначальника Главного штаба ВВС по летной работе, генерал-лейтенант в отставке Николай Григорук.

## Последствия
Указом президента Грузии Эдуарда Шеварнадзе 27 октября был объявлен в стране днём траура. Президент Российской Федерации Владимир Путин траур в данный день объявлять не стал, мотивируя это тем, что ещё не все погибшие были найдены и идентифицированы.
По итогам расследования авиакатастрофы руководством ВВС России было запрещено выполнение 223-м лётным отрядом перевозок гражданских лиц на самолётах Ил-18. Катастрофа также оказала влияние на принятое в октябре 2002 года, после катастрофы под Калязином, решение Минтранса полностью прекратить пассажирские перевозки на Ил-18 в российских авиакомпаниях.

## Ущерб и компенсации
Страхование самолета (авиакаско), экипажа и пассажиров (в рамках обязательного государственного страхования военнослужащих) осуществляла «Военно-страховая компания». Общая сумма выплат составила около 5,5 млн рублей (самая крупная страховая выплата в авиационном страховании в России в 2000 году).
Выплаты распределились следующим образом:
- выплата по авиакаско (за гибель самолета) - 1,65 млн рублей;
- выплата семьям погибших членов экипажа и пассажиров - 25 окладов денежного содержания военнослужащего или примерно по 30 тыс рублей для младшего офицерского состава и 75 тыс рублей для старшего (в зависимости от воинского звания и выслуги лет). Если погибший военнослужащий находился при исполнении служебных обязанностей (например - следовал в командировку), их родственники получили также единовременное пособие, предусмотренное Законом "О статусе военнослужащих", в размере 120 окладов денежного содержания (примерно от 140 до 360 тыс рублей).